# MBDA Aster
Aster er en gruppe af overflade til luft missiler (SAM) produceret af firmaet Eurosam, et europæisk konsortium bestående af MBDA France, MBDA Italy og Thales Gruppen (hver med 33% af aktierne).

## Overblik
Aster missilerne bleve udviklet til tre formål:
- SAAMS (Surface to Air anti missile)

SAAM er et skibsaffyret luftforsvarssystem til mellemdistancemissiler. Det kan bruges som en Standalone-løsning såvel som integreres med skibets andre våbensystemer. Det omfatter et ildledelsessystem og en multifunktionsradar med elektronisk scanning og Sylver A43 VLS med otte Aster 15 missiler pr. VLS.
- PAAMS (Principal Anti-Air Missile System)

PAAMS luftforsvarssystemet bruges til selv- og områdeforsvar og er i stand til at beskytte nærliggende skibe. Skibene benytter Sylver A50 VLS. Allerede under udviklingen af Aster missilerne var kravene til områdeforsvaret kendt og man designede efterfølgende missilerne efter disse krav.
- SAMP/T (Surface-Air Moyenne Portee / Terrestre)

SAMP/T er designet til mellem- og langtrækkende luftforsvar af tropper, områdeforsvar og selvforsvar. Missilerne kan benyttes som standalonesystem eller koordineret med andre våbenarter. 
- - Et SAMP/T batteri består af:
    - En lastbilbaseret Arabel multifunktionsildledelsesradar
    - En lastbilbaseret kontrolstation
    - 4 til 6 lastbiler, hver med 8 Aster 30 missiler.

## Historie
I 1980erne, var de langt størstedelen af de luftværnsmissiler brugt af Frankrig og Italien kun kortrækkende, såsom det franske Crotale, det italienske Aspide eller det amerikanske RIM-7 Sea Sparrow, med en maksimal rækkevidde på 15-20 kilometer. Enkelte skibe var udstyret med det amerikanske Standard-missil, som kunne række noget længere.
Frankrig og Italien enedes derfor om at påbegynde udviklingen af et luftværnsmissil til mellem- til langdistancen og man planlagde indførelse i starten af det nye årtusinde. Dette nye missil skulle kunne række længere og yde bedre træfsikkerhed sammenlignet med de nuværende missiler på markedet, hvor konkurrencen primært bestod af det amerikanske Standard-missil og det britiske Sea Dart-missil. Undet udviklingen var der fokus på missilets mulighed for at ramme den nye generation af supersoniske antiskibsmissiler såsom eksempelvis Brahmos-missilet, udviklet af Indien og Rusland i fællesskab.
Aster-missilerne møder alle krav fra flåderne, hærene og luftvåbnene fra Frankrig, Italien og Storbritannien. Beslutningen om at benytte det samme "grundmissil" til både Aster 15 og 30 har gjort missilerne fleksible med mulighed for at ændre missilet fra et kortrækkende til et langtrækkende missil.

## Teknik
Hvor Aster 15 er et mellemdistancemissil der især er beregnet på at nedskyde angribende fly eller sea skimmende antiskibsmissiler, er Aster 30 langtrækkende missiler der er beregnet på at nedskyde fjerne fly og missiler før de bliver en trussel mod skibet eller andre i dets følgeskab. Missilerne er identiske, dog er Aster 30 boosteren større. Missilerne bliver affyret fra en Sylver VLS med 8 celler. Der findes også to typer Sylver-systemer: A43 varianten, der kun kan benytte Aster 15, samt den større og dyrere A50 variant der kan benytte de længere Aster 30 missiler. Begge versioner af systemet kan holde 8 missiler. På de britiske destroyere af Daring-klassen benytter Aster den nye D-båndsradar S1850M som målfølgningsradar. Denne radar er en videreudvikling af SMART-L-radaren. Begge missiler er meget manøvredygtige takket være raketdyser placeret på missilets tyngdepunkt og tillader missilet at foretage drej der trækker op til 50 G.

## Brugere
- Frankrig
  - Hangarskibet Charles de Gaulle blev udrustet med Aster i 2001.

- Italien
  - Det italienske hangarskib Cavour er udrustet med Aster 15 (32 missiler i to VLS med hver 16 celler).

- Frankrig/Italien
  - Destroyere af Horizon-klassen er udrustet med Aster 15 og Aster 30.
  - Fregatter af FREMM-klassen vil blive udrustet med Aster 15.

- Saudi Arabien
  - Al Riyadh-klassen var det første krigsskib til at affyre et Aster 15 missil, den 23 marts 2004.

- Singapore
  - Formidable-klassen er udrustet med Aster 15 og Aster 30.

- Storbritannien
  - Royal Navys Daring-klasse er udrustet med Aster 15 og Aster 30.

## Potentielle købere
- Polen [1]

## Operative hændelser
I december 2009 havde Aster aldrig været brugt i en kampsituation.
Under forsøgene med missilerne mellem 1993 og 1994, blev samtlige flyvemåder, højder, afstande og hastigheder bekræftet. I samme periode blev affyringsmåden for et Aster 30 valideret.
I maj 1996 udførte man forsøg med Aster 15's aktive målsøgningssystem mod rigtige flyvende mål. Alle seks forsøg ramte deres mål.
- 8. april 1997: Et missil ramte en Aerospatiale C.22 drone der simulerede et subsonisk antiskibsmissil i 10 meters højde på 7 kilometers afstand.
- 23. maj 1997: Et missil rammer et førstegenerations Exocet antiskibsmissil på 9 kilometers afstand. Exocetet fløj på tværs af missilets flyvebane mod et andet skib der lå placeret 7 kilometer længere ude.
- 13. november 1997: Et Aster 15 missil rammer en seaskimmende C22-drone mens det bliver jammet. I denne test var Aster missilet uden sit sprænghoved således at afstanden mellem drone og missil kunne måles. Da dronen blev bjærget kunne man konstatere to dybe riller i dronen efter Astermissilets finner.
- 30. december 1997: Et Aster 30 rammer en C22-drone på 30 kilometers afstand i en højde af 11.000 meter og 900 km/t. Aster missilet steg til 15.000 meter før det begyndte nedflyvningen mod dronen med en fart på 2880 km/t. Den afstanden mellem drone og missil var 4 meter.
- 29. juni 2001 : Et Aster missil rammer et Arabel missil i lav højde på under 5 sekunder.
- I 2001 : Et Aster 15 rammer en drone der simulerer et fly i 100 meters højde med en fart på mach 1.
- I 2002-2003 : Forsøg med Aster 15 fra en Sylver A43 VLS med EMPAR og SAAM-systemet om bord på det italienske forsøgsskib Carabiniere (F581)
- I 2004-2005 : Forsøg med Aster 30 fra en Sylver A50 VLS med EMPAR og PAAMS(E)-systemet om bord på det italienske forsøgsskib Carabiniere (F581)
- Den 3. april 2008, nedskød RSS Intrepid fra Singapore en drone med et Aster missil ud for den franske havneby Toulon under en øvelse.

## Varianter
Den eneste forskel på Aster 15 og Aster 30 er størrelsen på den udskiftelige booster: Aster 15 vejer 310 kg vejer Aster 30 510 kg.

## Eksterne links
- Wikimedia Commons har flere filer relateret til MBDA Aster
- Article in Net-Marine Arkiveret 1. maj 2007 hos  Wayback Machine
- Globalsecurity.org
- MBDA Arkiveret 19. juli 2006 hos  Wayback Machine
- MBDA Aster 15 & 30 PAAMS page Arkiveret 6. december 2010 hos  Wayback Machine
- MBDA Aster 15 SAAM Arkiveret 26. september 2009 hos  Wayback Machine
- Aster 30 Project Details